# 日本损害保险总部大楼
日本损害保险总部大楼是日本国东京都新宿区一座大楼，高200米，43层。

## 概要
该大楼是日本损害保险（第2代，原损害保险日本兴亚）的总部。该大楼的42层设有损保日本兴亚东乡青儿美术馆（现SOMPO美术馆），1楼设有伊予银行新宿支行。需要注意的是，除了该大楼42层的损保日本兴亚东乡青儿美术馆和1楼的伊予银行新宿支行之外，其他地方外人不得进入。

## 造型
该大楼的造型酷似美国芝加哥的大通大厦。

## 历史
- 1976年，该大楼建成，当时的名字叫“安田火灾海上保险总部大楼”。
- 1978年，该大楼拿到BCS赏（由日本建设业联合会提供）。[1]
- 2002年，更名为“日本损害保险总部大楼”。
- 2014年9月1日，更名为“损保日本兴亚总部大楼”。
- 2020年4月1日，随着损保日本兴亚更名为“日本损害保险”（第2代），再次改为现名。

## 相册

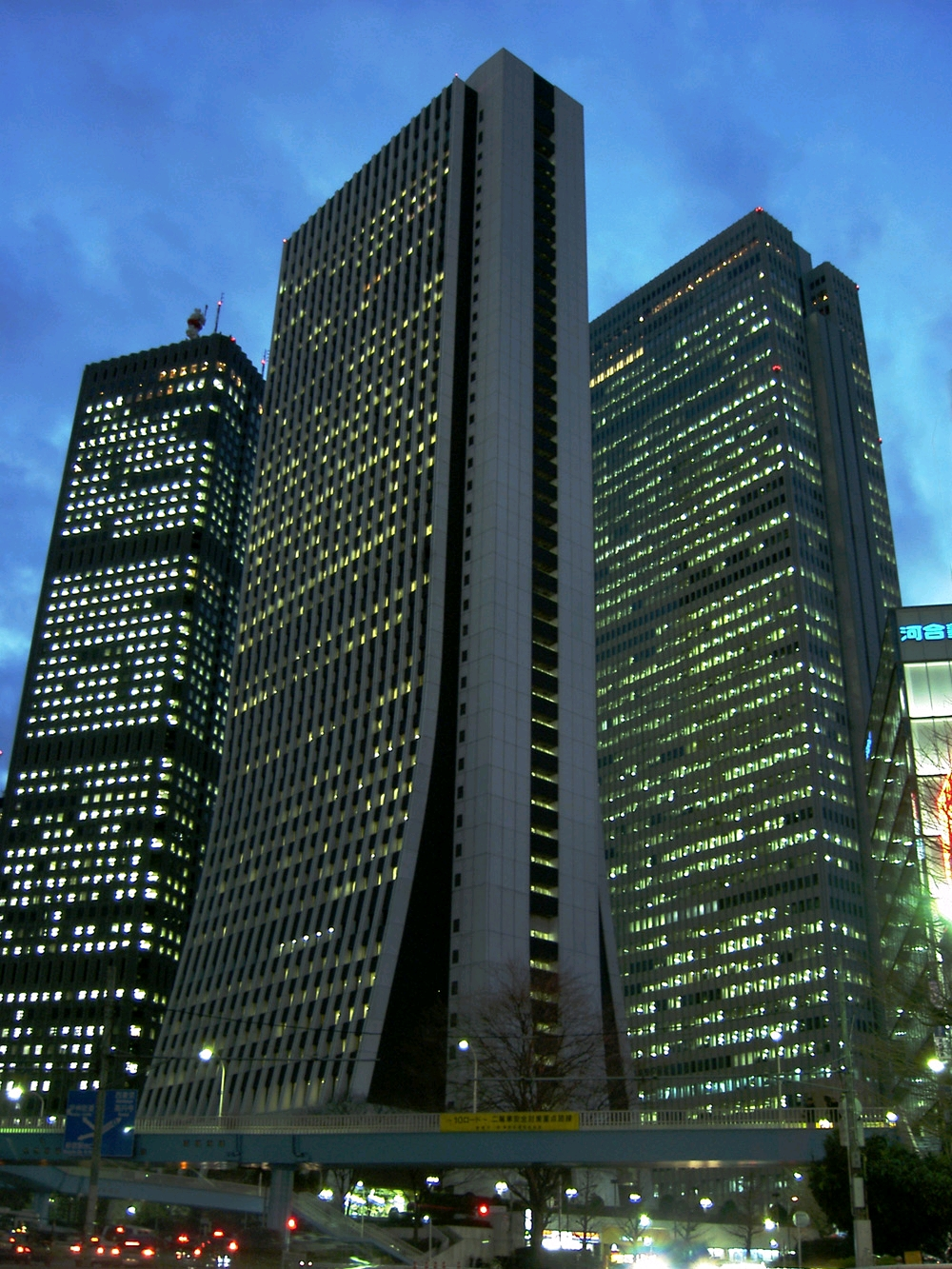
日本损害保险总部大楼夜景
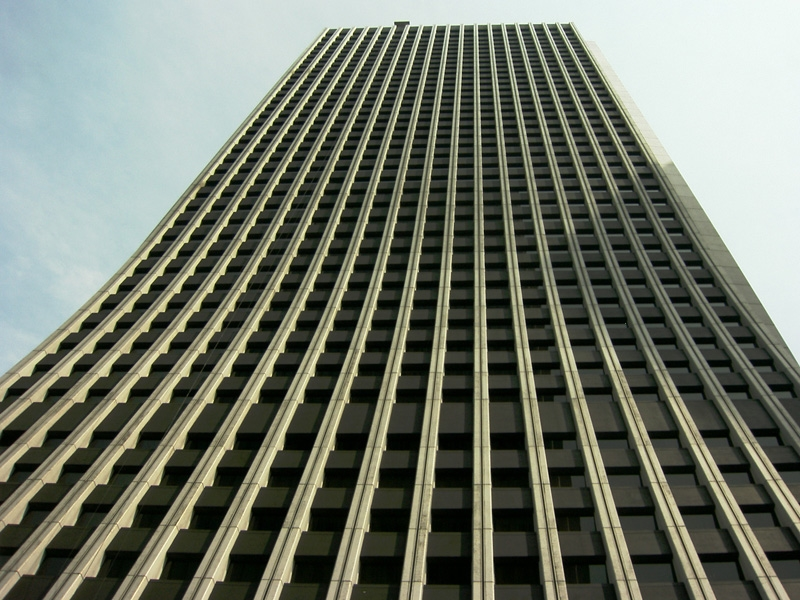
从下往上看
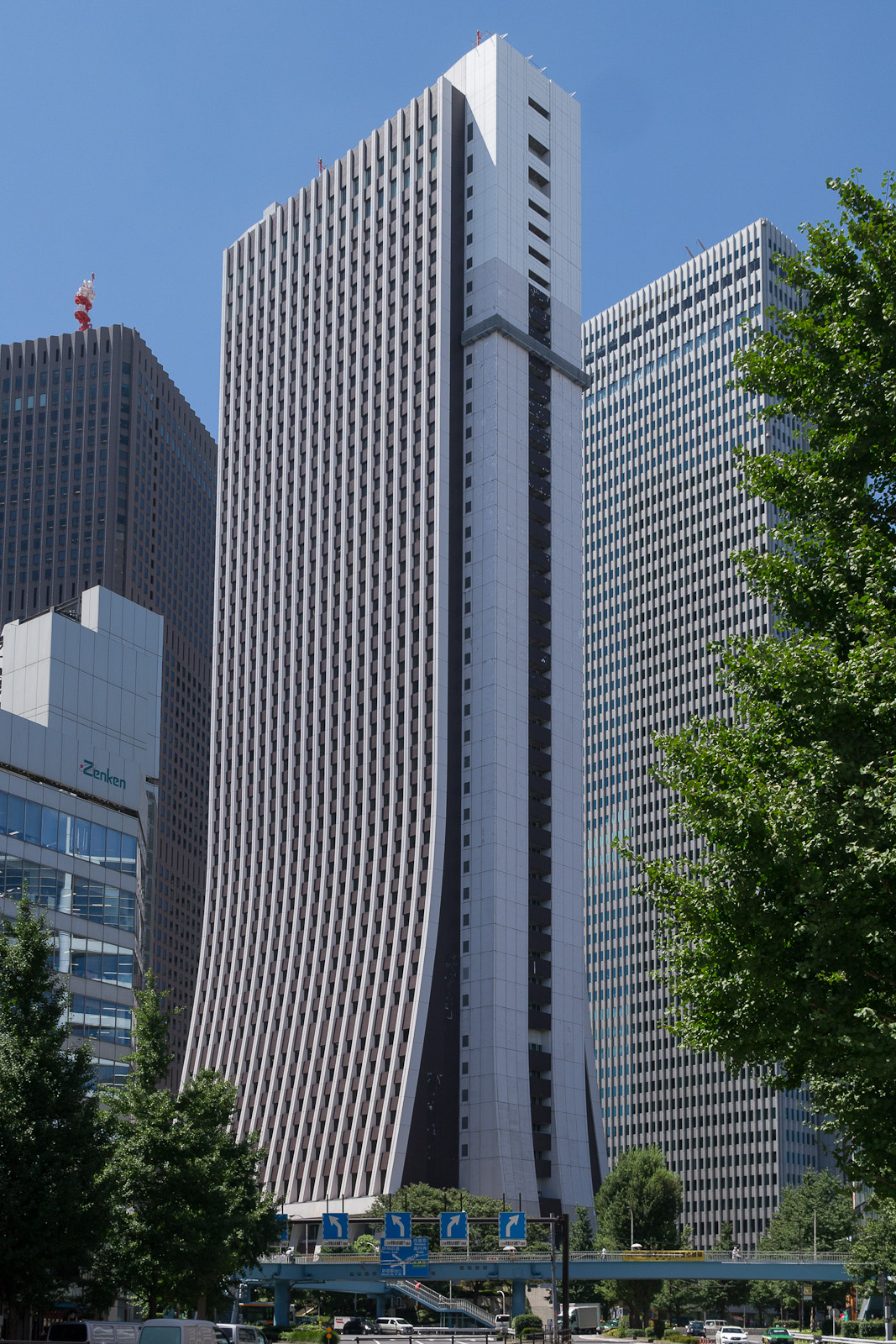
从青梅街道看损保日本损害保险总部大楼

## 脚注
1. ↑  . 日本建设业联合会.   [2018-03-25]. （原始内容存档于2016-03-05）.